# Повсталий з пекла 3: Пекло на Землі
«Повсталий з пекла 3: Пекло на Землі» (англ. Hellraiser III: Hell on Earth) — американсько-канадський фільм жахів 1992 року.
Молодий чоловік Джей купує скульптуру, створену демонами сенобітами. Виниклий звідти демон Пінгед спокушає Джея обіцянкою слави, за що вимагає людських жертв. Тим часом журналістка Джої, розслідуючи незвичайний злочин, виходить на слід Джея.

## Сюжет
У Нью-Йорку молодий чоловік Джей Пі Монро відвідує мистецьку галерею «Піраміда». Він бачить скульптуру у вигляді стовпа з зображеними на ньому тілами в агонії та шкатулкою Лемаршана. Власник галереї пропонує купити скульптуру і продає її Джею за безцінь.
Тележурналістка Джої робить репортаж у лікарні та відмовляється від виїзду на місце гучного злочину. Невдовзі вона бачить як до лікарні доставляють чоловіка, пронизаного гаками. Несподівано гаки самі розривають його на частини. З ними прибуває шокована знайома Террі, котра каже, що це сталось у «бойлерній». Джої вирішує взятись за розслідування.
Джої з'ясовує, що «Бойлерна» — це нічний клуб Джея Пі, та залишає там свою візитку. Їй сниться батько, покинутий товаришами помирати на В'єтнамській війні. Згодом за візиткою Джої знаходить Террі та приносить з собою шкатулку. За її словами, загиблий вийняв її зі скульптури, купленої Джеєм. Тим часом Джей виявляє зникнення шкатулки, його кусає щур і на скульптуру потрапляє кров. Згодом він приводить коханку, яку затягують всередину скульптури ланцюги з гаками. Обличчя Пінгеда на ній оживає та пропонує допомогти йому, в обмін пропонуючи зробити Джея великим митцем.
Наступного дня Джої з Террі вирушають в «Піраміду», яка виявляється закрита. Пробравшись всередину через запасний вихід, вони з'ясовують, що експонати галереї були майном доктора Ченнарда. Вони знаходять записи з Кірсті, котра пояснює, що шкатулка прикликає демонів.
Джей Пі кличе Террі до себе, плануючи віддати її в жертву Пінгеду. Террі вдається приголомшити Джея, тоді Пінгед пропонує віддати йому Джея, за що обіцяє надзвичайні насолоди. Поглинувши Джея Пі, Пінгед виходить зі скульптури. Він спускається до клубу, де вбиває всіх присутніх винахідливими способами.
Тим часом до Джої приходить привид капітана Еліота Спенсера. Він каже, що був Пінгедом і знайшов її завдяки снам про батька. Коли завдяки Кірсті сенобітів було знищено, душа Еліота звільнилась від зла та стала існувати окремо. Він пояснює, що Пінгед хоче заволодіти шкатулкою, щоб ніхто не міг прогнати з її допомогою демона назад до пекла. Привид просить Джої знайти шкатулку.
Джої бачить по телевізору репортаж про різанину в «Бойлерній», і вирушає туди, не помітивши, що телевізор був вимкнений. В клубі вона бачить купи трупів і Пінгеда, що замислив повернути людям всі завдані ними страждання. Джої тікає зі шкатулкою, та її переслідує поліціянт, перетворений на сенобіта, до якого приєднуються інші демони, серед них і Террі з Джеєм.
Джої намагається сховатися в церкві, де зустрічає священника. Пінгед входить до церкви, де насильно робить священнику «причастя» зі своєї плоті. Джої тікає на будмайданчик, де встигає відкрити шкатулку і вигнати демонів до пекла. Вона опиняється на місці загибелі свого батька, який бере шкатулку і виявляється Пінгедом, що стикається зі своєю душею. Пінгед спокушає Еліота насолодами від нових мук своїх жертв і той зливається з ним. Це дає Джої час скласти головоломку, в результаті чого Пінгед переноситься до пекла.
Після цього Джої кидає шкатулку в бетон на будмайданчику. За якийсь час, коли будівництво завершене, будинок виявляється оздоблений, як велетенська шкатулка Лемаршана.

## У ролях
- Кевін Бернхардт — Джей Пі Монро
- Лоуренс Морторфф — волоцюга
- Террі Фаррелл — Джоанн «Джої» Саммерскілл
- Кен Карпентер — Данієль «Док» Фішер / сенобіт
- Шерон Гілл — медсестра
- Пола Маршалл — Террі
- Роберт С. Тревілер — фельдшер 1
- Крістофер Фредерік — фельдшер 2
- Лоуренс Каппін — знедолений
- Шерон Персівал — Брітані
- Філіп Гайланд — Бред
- Девід Янг — Білл викидайло
- Брент Болтгауз — DJ CD
- Пітер Аткінс — бармен Рік / сенобіт
- Пол Вінсент Коулмен — солдат 1
- Пітер Дж. Бойнтон — батько Джої
- Ентоні Гікокс — солдат 2
- Джордж Лі — Боб
- Еме Лі — Сенді
- Даг Бредлі — Пінгед / капітан Еліот Спенсер
- Рон Норріс — Дуглас викидайло
- Ешлі Лоуренс — Кірсті Коттон
- Стів Пейнтер — молодий хлопець
- Шенна Лінн — поліціянт
- Боб Брагг — поліціянт
- Боб Стефенс — поліціянт
- Клейтон Д. Хілл — священник
- Янг Боббі Кнуп — Яппі 1
- Джеймс Д.Р. Гікокс — Яппі 2
- Тоня Саундерс — танцюристка
- Анджела Томас — танцюристка
- Кім Болл — танцюристка
- Кассандра Перрі — танцюристка
- Анна Марі Ісаак — танцюристка
- Флейм — танцюристка
- Джон Буш — броньований праведник
- Джої Вера — броньований праведник
- Філ Сандовал — броньований праведник
- Джефф Дункан — броньований праведник
- Гонзо — броньований праведник
- Розмарі Гор — Date (в титрах не зазначена)
- Роберт Геммонд — сенобіт (у титрах не зазначений)

## Цікаві факти
- За первісної ідеї Баркера, який був одним з виконавчих продюсерів фільму, події третьої частини повинні були повністю розповісти передісторію появи «пекельної головоломки» і розгорталися в піраміді стародавнього Єгипту, яка і була найпершою інкарнацією порталу в Пекло.
- Продюсер картини Лоуренс Морторфф (Lawrence Mortorff) зіграв бомжа, що штовхнув власникові клубу статую з Пінгедом.
- Сценарист всіх трьох картин «Повсталий з пекла» Пітер Аткінс з'явився в маленькому епізоді як бармен. Сам режисер відзначився у фільмі як солдат у В'єтнамі та глядач у телешоу.
- Повсталий з пекла 3 був першим фільмом серії, знятим не в Англії, а в Америці.
- На оригінальному американському постері фільму не був зображений Пінгед, оскільки офіційні особи заявили, що цей персонаж «занадто страшний» для американських дітей.